# Luth suédois

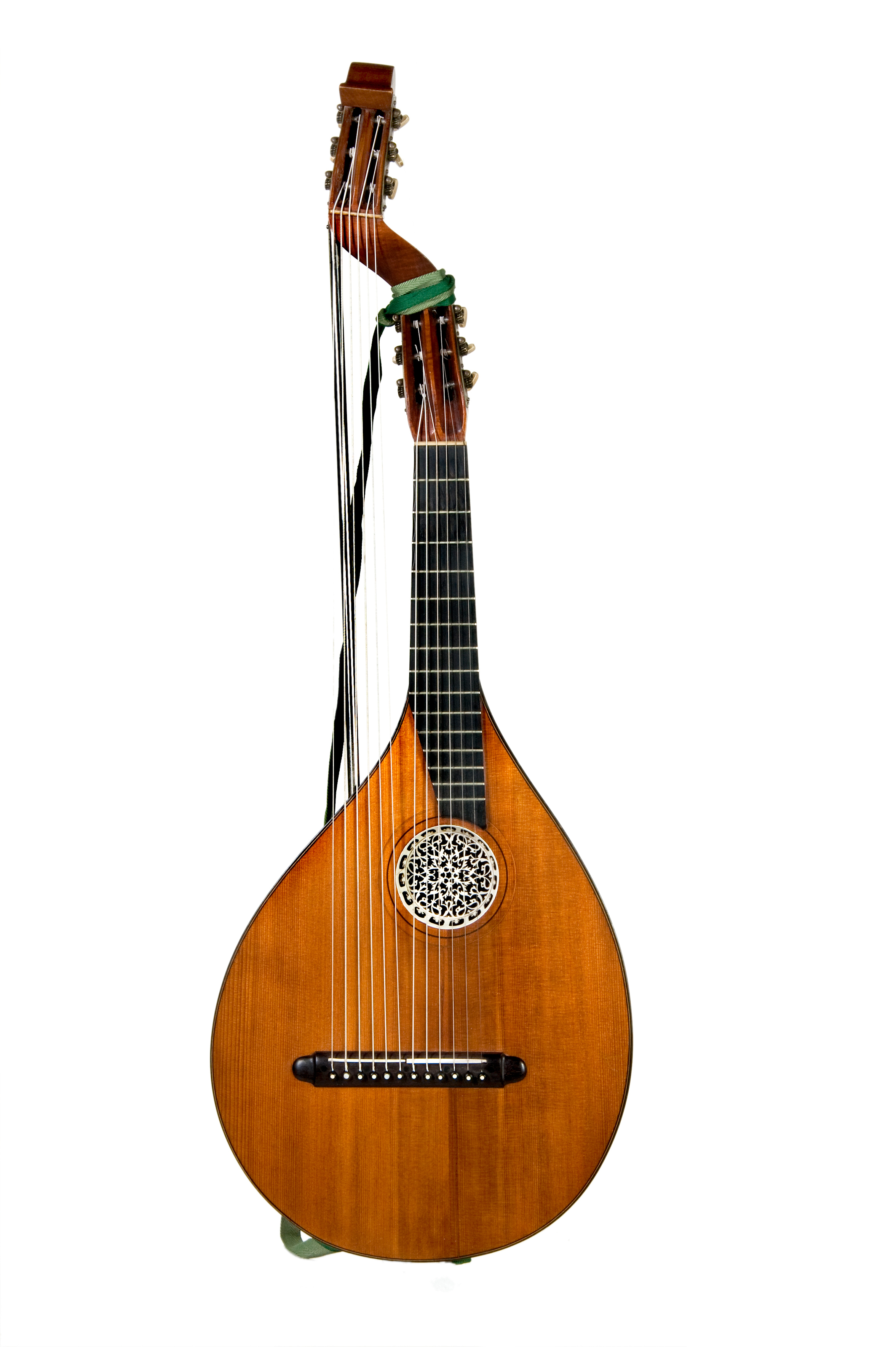
Un luth suédois de 1931.

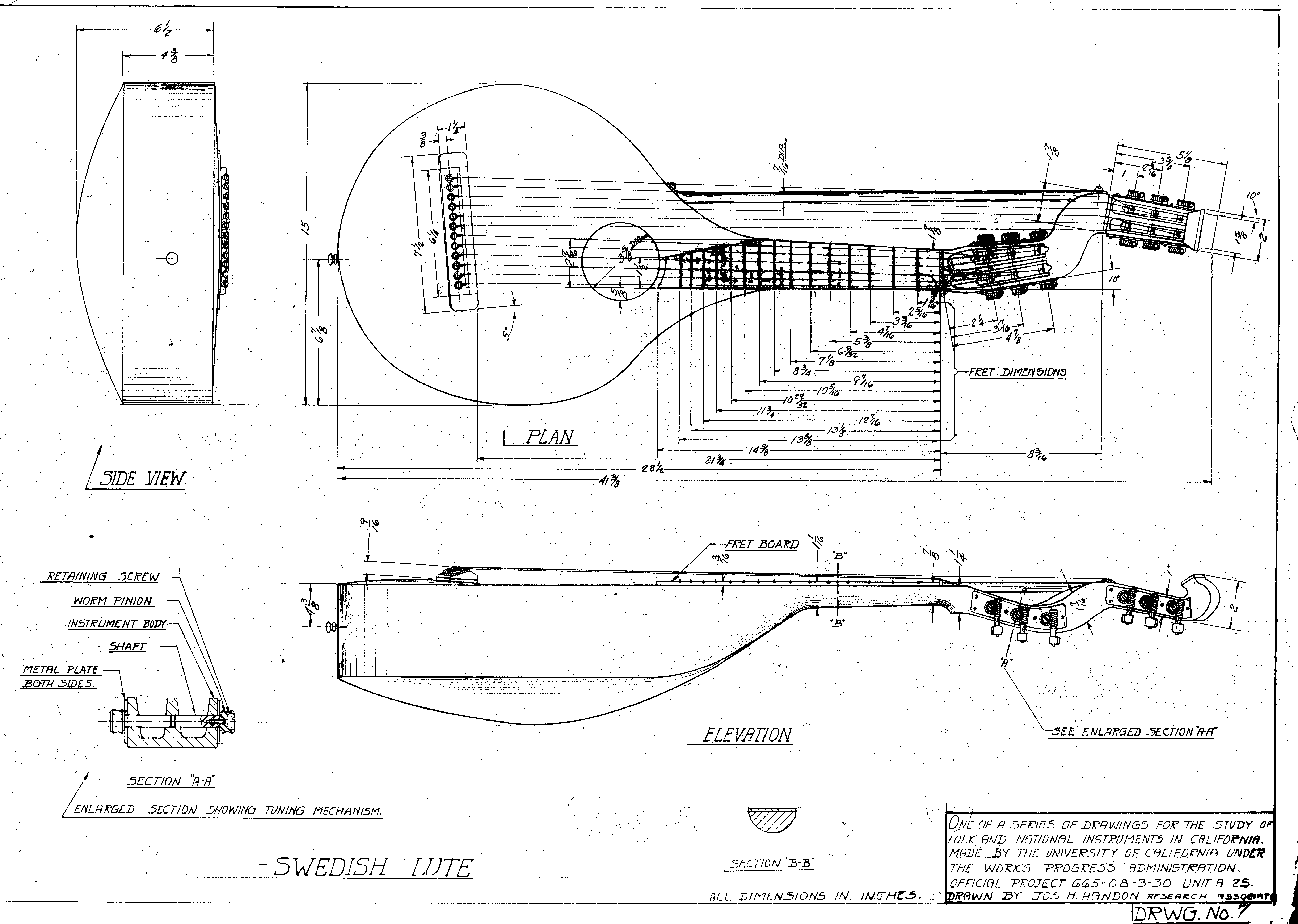
Plan d'un luth suédois.

Le luth suédois (suédois : svensk luta) est un instrument de musique développé à partir du cistre avec un manche de théorbe avec plusieurs cordes sympathiques (quittant la touche). Le luth suédois moderne a généralement 6 cordes sur la touche, et 4 ou plus en dehors.
Un des premiers à avoir développé cet instrument est Matthias Petter Kraft : c'est lui qui construisit l'instrument sur lequel composa Carl Michael Bellman.

## Musiciens utilisant un luth suédois

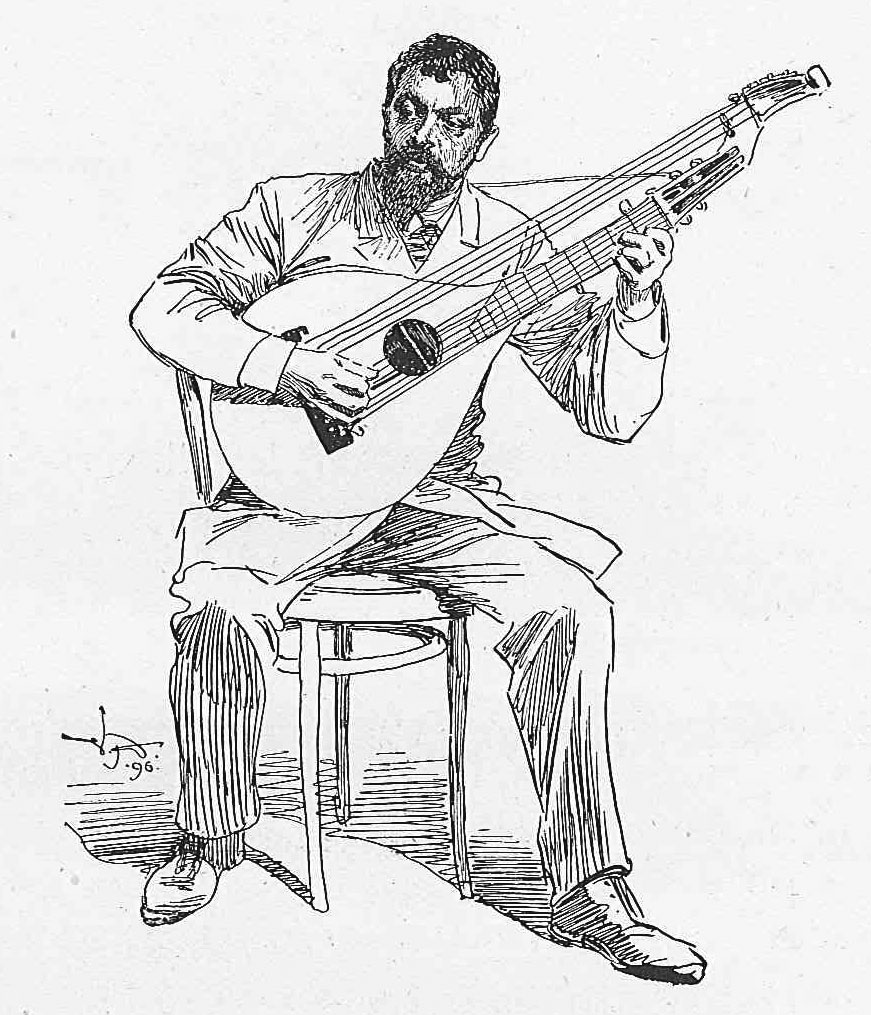
Vicke Andrén (autoportrait, 1896)
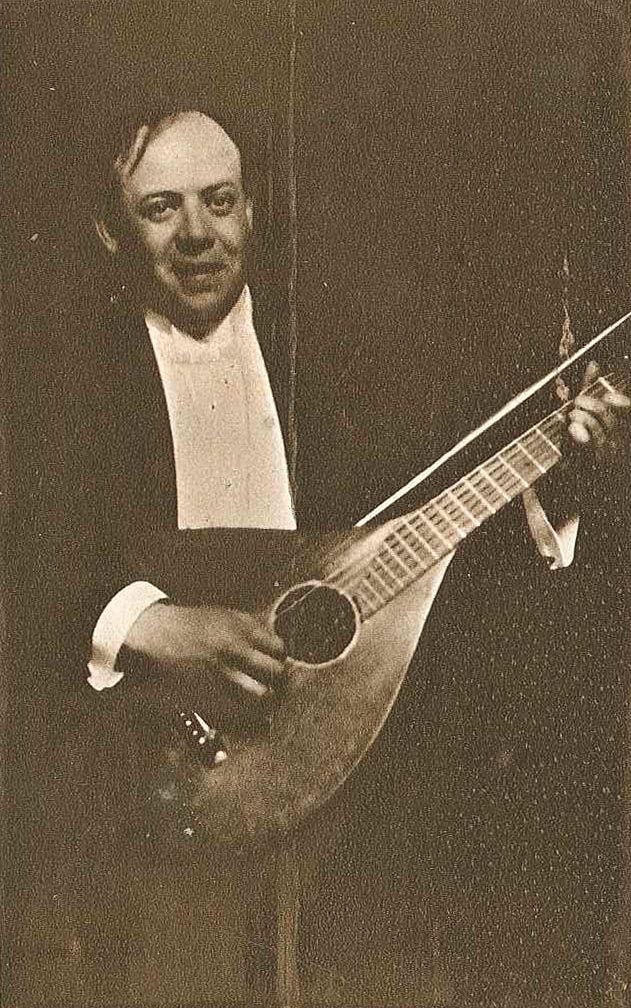
Gunnar Bohman (sv) (avant 1917)
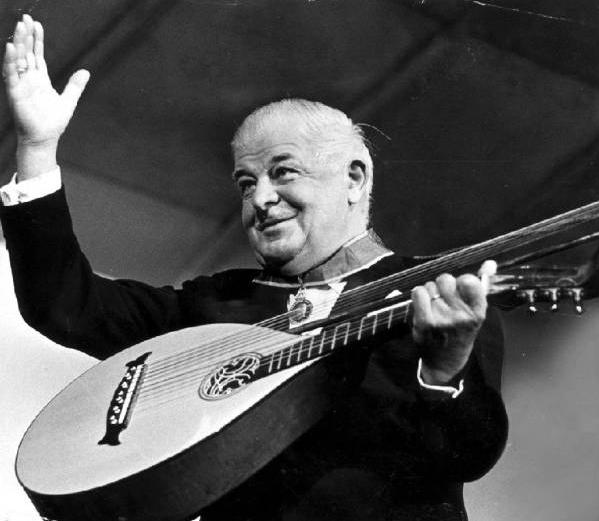
Evert Taube (en 1961)

Parmi les autres musiciens à l'avoir utilisé, on peut citer Richard Dyer-Bennet (en), un américain qui étudia avec Sven Scholander (en).

## Source de la traduction
- (en) Cet article est partiellement ou en totalité issu de l’article de Wikipédia en anglais intitulé « Swedish lute » (voir la liste des auteurs).